# 3421 Yangchenning
3421 Yangchenning је астероид главног астероидног појаса чија средња удаљеност од Сунца износи 2,233 астрономских јединица (АЈ).
Апсолутна магнитуда астероида је 13,5.